# 安娜瑪麗·齊默爾曼
安娜瑪麗·齊默爾曼（德語發音：[ˈʔanəmaˌʁiː ˈt͡sɪmɐˌman] ⓘ；1940年6月10日—，生于伦德斯多夫），是西德皮划艇短跑运动员，1960年代首次參與比赛。齊默爾曼曾出戰两届夏季奥运会，在1964年和1968年K-2 500米比赛获得两枚金牌。
齐默尔曼在1963年世界皮划艇竞速锦标赛获得两枚奖牌，包括K-2 500米比赛金牌和K-4 500米比赛银牌。